# Pachnocybe ferruginea
Pachnocybe ferruginea är en svampart som beskrevs av Berk. 1836. Pachnocybe ferruginea ingår i släktet Pachnocybe och familjen Pachnocybaceae.   Inga underarter finns listade i Catalogue of Life.